# クリスティアン・ビルチェス
クリスティアン・アルベルト・ビルチェス・ゴンサレス（Christian Alberto Vilches González, 1983年7月13日 - ）は、チリ・サンティアゴ出身の元サッカー選手。元チリ代表。現役時代のポジションはディフェンダー。

## 来歴

### クラブ
3部リーグのデポルティーボ・キリクーラでキャリアを始め、2004年にプリメーラ・ディビシオン所属のCDパレスティーノに移籍した。CDウニオン・サン・フェリペ戦でプロデビューを果たし、CDコブレサルと3-3で引き分けた試合で初ゴールを記録した。2005年はデポルテス・ウニオン・ラ・カレーラへ期限付き移籍した。2008年のクラウスーラではクラブにとって歴史的な決勝進出メンバーの一員となった。2008年シーズンの活躍によりCSDコロコロが獲得に関心を示したが、アウダックス・イタリアーノへの移籍が決定した。加入初年度から39試合2得点を記録しレギュラーとしてプレー。翌シーズンも全試合に名を連ね、年間最優秀チームにノミネートされた。2011年にCSDコロコロに移籍。同年10月のサンティアゴ・モーニング戦で移籍後初ゴールを挙げ、3-1での勝利に貢献した。
2015年、アトレチコ・パラナエンセへ移籍した。2016年6月10日、ウニベルシダ・デ・チレと2年契約を結んだ。